# Millepora platyphylla
Millepora platyphylla is een hydroïdpoliep uit de familie Milleporidae. De poliep komt uit het geslacht Millepora. Millepora platyphylla werd in 1834 voor het eerst wetenschappelijk beschreven door Hemprich & Ehrenberg. 